# Kanton Valenciennes-Nord
Valenciennes-Nord is een voormalig kanton van het Franse Noorderdepartement. Het kanton maakte deel uit van het arrondissement Valenciennes.

## Gemeenten
Het kanton Valenciennes-Nord omvatte de volgende gemeenten:
- Aubry-du-Hainaut
- Bellaing
- Petite-Forêt
- Valenciennes (deels, hoofdplaats)
- Wallers